# Albert Truphémus
Pour les articles homonymes, voir Truphémus.
Albert Truphémus, né le 17 septembre 1873 à Remoulins, mort le 27 février 1948 à Pointe-Pescade près d'Alger, est un écrivain français.

## Biographie
Albert Truphémus naquit à Rémoulins (Gard) le 17 septembre 1873, d'une famille dont le père est maçon itinérant sur des voies ferrées de la France méridionale.
Il fut scolarisé à l’École Normale Primaire Supérieure de Saint-Cloud, puis il étudia deux années à l'Université de Leipzig et à l'Université de Graz.
Il devint, à la fin de ses études, professeur des écoles normales de Mâcon, Orléans puis Avignon ; il devint, par la suite, inspecteur de l'enseignement primaire à Brassac dans le Tarn.
En 1909, il obtint sa mutation pour Constantine comme inspecteur de l'enseignement indigène.
Sa carrière d'enseignant prit fin en 1925, dans le grade d'inspecteur de l'enseignement à Blida ; il se retira à la Pointe-Pescade et se consacra, à plein temps, à l'écriture, à la politique et au journalisme militant. 
Dans les années 1924 à 1929, il est le rédacteur en chef du journal socialiste Demain, qui connaît des difficultés financières

## Œuvres
- La Rouquine : les lettres de Remoulins, introduction de Georges Pons, illustrateur Henri Prade, Éd. APLL, 2009  (ISBN 978-2-9525191-7-5)
- L'Hôtel du Sersou. Roman du Sud Algérois, Alger, Soubiron, 1930 ; réédition l'Harmattan, 2009  (ISBN 978-2-296-09519-9)
- Les Khouan du Lion Noir, scènes de la vie à Biskra, Alger, Soubiron 1931 ; réédition l'Harmattan, 2008  (ISBN 978-2-296-05907-8)
- L'Arrière-cour de la Paisible, esquisse de vie simple, Alger, Éditions de la Typographie d'art, 1932
- L'Histoire prodigieuse de Master Corkscrew milliardaire américain, trois livres gais pour les jeunes de tout âge et des deux sexes, Alger, Soubiron 1933
- Ferhat, instituteur indigène, Alger, 1935 ; réédition dans Algérie. Un rêve de fraternité, Omnibus, 2003,  (ISBN 978-2-258-04578-1)